# 이마카와 슈키
이마카와 슈키(今川柊稀,いまがわ しゅうき, 12월 25일)은 일본의 남자 성우, 후쿠오카현출신이며, 아오니 프로덕션 소속이다.

## 인물
취미는 영화 감상과 독서, 특기로는 자동차 정비를 각각 꼽고 있다.
자격·면허는 지게차 운전기능강습 수료증, 다지기계 운전업무 특별교육 수료증, 소형차 양계 건설기계 운전업무 특별교육 수료증, 보통자동차 면허, 보통자동차가륜차 면허, 한검1급이다.

## 출연작품

### TV 애니메이션
2018년
- 마법사의 신부 (바이어)
- 바키 (점원)

2019년
- 현자의 손자 (병사, 막료)
- 도라에몽 (TV아사히판 제2기) (2019년 - 2021년, 까마귀, 개, 실행위원 (2))

2020년
- 게게게의 키타로 (제6기) (흡혈귀, たんころりん、妖怪、加牟波入道）
- 마기아 레코드 마법소녀 마도카☆마기카 외전 (거리의 소리)
- 던진앤 파이터:역전의 고리 (연구원 밀란 로젠밧하)
- 무효와 로지의 마법률상담사무소 (사현인)
- 디지몬 어드벤처: (2020년 - 2021년, 통신음성, 선장, 크루, 트룹몬)
- ONE PIECE (넘버스, 관리)
- 꼬마 마루코짱 (2020년 - 2021년 상냥한 어른, 생선가게)

2021년
- 골판지전기 (통신사, 방위대사관)
- 회복술사의 재시작 （狂牛族）
- 좀비랜드 사가 (참가자 3)
- D_CIDE TRAUMEREI THE ANIMATION (쿠토로 와그, 드라이버, 남자, 사람들)
- 테슬라 노트 (파일럿)
- 크레용 신짱
- 디지몬 고스트 게임 (아저씨)

### Web 애니메이션
- 드림페스! (2017년 음악방송 진행자)

### 게임
- 진 삼국무쌍8 (2018년, 무장)
- 역전 오셀로니아 (2018년, 헥토르)
- 전국무쌍5 (2021년, 사이토 도산)